# وادي العجيلي
وادي العجيلي هو مجرى مائي موسمي في جبال الحجر في إمارة رأس الخيمة في دولة الإمارات العربية المتحدة. يجري الوادي من نقطة التقاء كل من وادي شوكة ووادي اصفي حتى وادي الحلو في قرية فياض على الطريق السريع للشارقة-كلباء (E102).

## المدى
يجري الوادي من شمال غرب سلسلة جبال هاجر إلى جنوب شرقها خلال مستوطنة العجيلي. وهناك عدد من المستوطنات المهجورة على مدى الوادي، إضافة إلى العديد من المزارع الجديدة، كما هناك صخور منقوشة في الوادي وهي معرضة للأمطار الغزيرة والسيول في موسمي الشتاء والصيف.   

### النقوش الصخرية
يُوجد في وادي العجيلي صخور منقوشة بنقوش مميزة، ومنها نقوش على شكل جمال أو ثيران أو حيوانات أخرى، إضافة إلى نقوش على هيئة ذكور أو إناث. النقوش التي على صورة ثيران تتضمن ثيران ذي قرون طويلة مربوطة بحبل وممسوكة من قبل رجل رافعًا ذراعيه. وجود هذه النقوش يناقض انعدام وجود آبار تعمل برفع الثيران لمياه منها، أما الصخور المنقوشة الواقعة على طرفي الوادي فتصور فهود وذئاب، ومنها نقشة لذئب يشد وزرة رجل. 

### النباتات
ركزت دراسة عن النباتات في وادي العجيلي على البذور المجمعة من عينات من النباتات الطبية التقليدية واستكشفت الإنتاج الخارجي لجسيمات الفضة النانوية بواسطة النبات. تعد الشجيرة المعمرة التابعة لدولة الإمرات الواقعة في المناطق الجبلية السفلى، حويرة أبولونية، من أساسيات الطب التقليدي لتخفيف احتقان الأنف وآلام الأذن والجروح وكسور العظام، حيث أنها تحتوي على خصائص مضادة للحشرات والسرطان والبكتيريا. يُعتقد أن هذه الدراسة هي المرة الأولى التي يتم فيها تصنيع النشاط المضاد للميكروبات لجسيمات الفضة النانوية.